# Münchenbuchsee
Münchenbuchsee (gsw. Münchebuchsi) – gmina (niem. Einwohnergemeinde) w Szwajcarii, w kantonie Berno, w regionie administracyjnym Bern-Mittelland, w okręgu Bern-Mittelland. 1 stycznia 2023 do gminy przyłączono gminę Diemerswil.

## Osoby

### urodzone w Münchenbuchsee
- Paul Klee, malarz
- Stephan Eicher, muzyk

## Współpraca
Miejscowości partnerskie::
- Landiswil, Szwajcaria
- Milevsko, Czechy

## Transport
Przez teren gminy przebiegają drogi główne nr 1, nr 6 i nr 12.